# اودای کوتاک
اودای کوتاک (به انگلیسی: Uday Kotak) (زاده ۱۵ مارس ۱۹۵۹) کارآفرین، سرمایه‌دار، بانکدار و مدیر ارشد اجرایی هندی است، که در حال حاضر به‌عنوان مدیر عامل اجرایی و رییس هیئت مدیره شرکت کوتاک ماهیندرا بانک فعالیت می‌کند.